# Кобзев, Александр Юрьевич
Александр Юрьевич Кобзев (4 мая 1989, Липецк) — российский футболист, вратарь. Мастер спорта России.

## Биография
Родился 4 мая 1989 году в Липецке. Профессиональную карьеру начал в 2010 году в клубе второго дивизиона «Металлург» из Липецка. Летом 2016 года подписал контракт с воронежским «Факелом» и в течение следующих трёх сезонов играл в ФНЛ: за «Факел», волгоградский «Ротор», в который перешёл летом 2017 года, курский «Авангард», куда перебрался зимой 2018 года, заменив травмированного вратаря Александра Саутина (с «Авангардом» добился исторического для клуба результата — выхода в финал Кубка России 2017/2018) и саранскую «Мордовию». В сезоне-2019/20 играл за клуб ПФЛ «КАМАЗ». 1 июня 2020 года покинул команду. Вскоре подписал контракт с липецким «Металлургом».

## Достижения
«Авангард» (Курск)
- Финалист Кубка России: 2017/18

«Металлург» (Липецк)
- Победитель группы 3 Первенства ПФЛ: 2020/21
- Лучший игрок зоны «Центр» Первенства ПФЛ: 2015/16[11]

«Факел» (Воронеж)
- Обладатель Кубка ФНЛ: 2017

## Образование
Окончил Липецкий металлургический колледж (специальность связана с обслуживанием компьютерных сетей и ремонтом вычислительной техники).

## Личная жизнь
Женат, супруга Татьяна, дочь Алиса.